# Bandeira de Chihuahua (Chihuahua)
A Bandeira de Chihuahua é um dos símbolos oficiais do município de Chihuahua, a cidade capital do estado de Chihuahua, no México. Foi criada em 2007.

## Descrição
Seu desenho consiste em um retângulo de proporção largura-comprimento de 4:7 dividido em oito quadrados brancos intercalados e outros quadrados dourados intercalados, no centro está o brasão de armas da cidade de Chihuahua e dois cães chihuahuas abaixo com uma legenda que diz CD. DE CHIHUAHUA.
No meio da bandeira está um brasão da cidade de Chihuahua, a bandeira representa o município do estado de Chihuahua.

## Cores

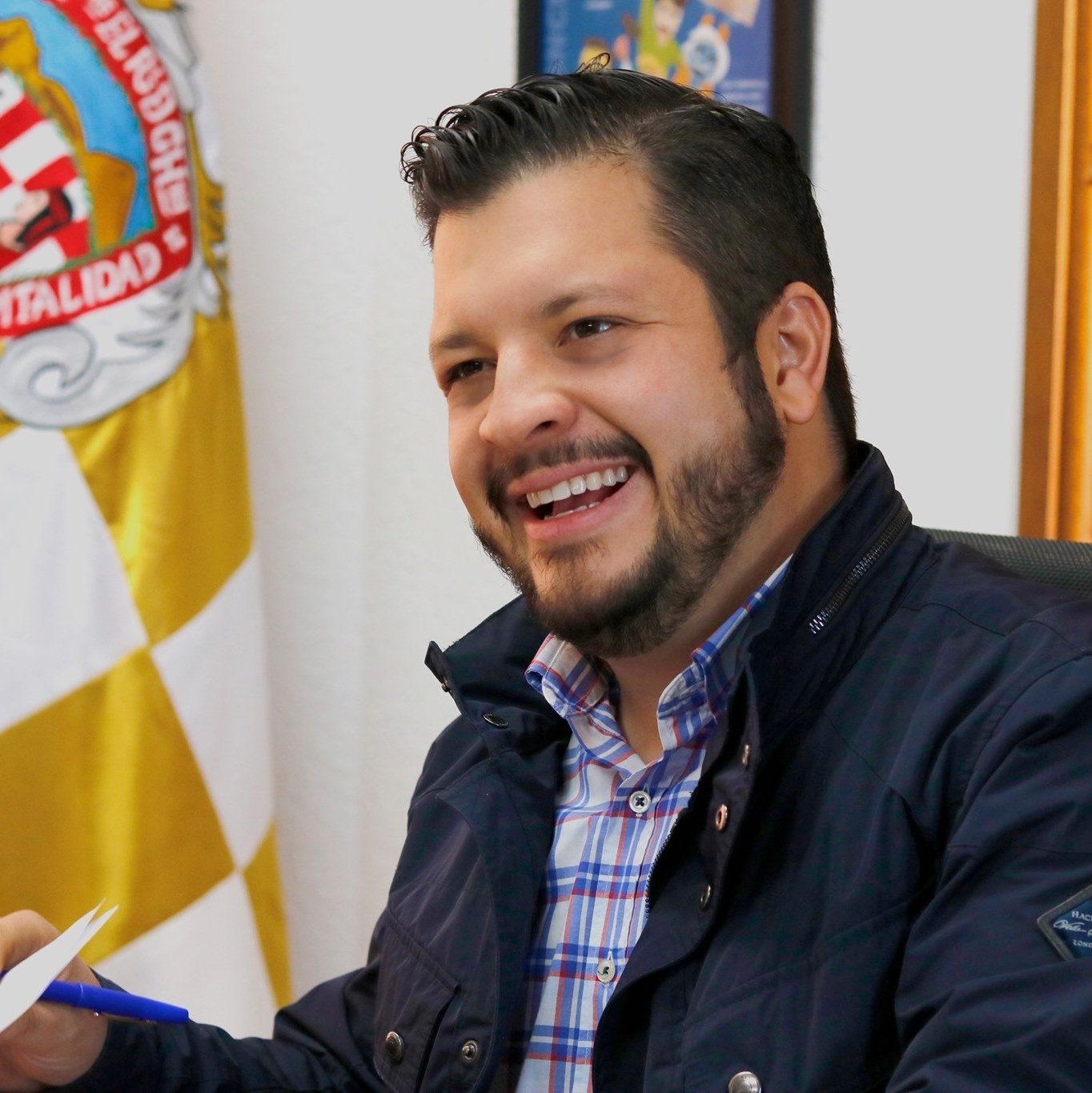
Bandeira da cidade de Chihuahua.

As cores da bandeira foram oficialmente definidas pelo bando municipal de 29 de março de 2007. As cores são:
As cores da bandeira são branco e amarelo:
| Cor) | Cor)    | Código Hex HTML |
| ---- | ------- | --------------- |
|      | branco  | #FFFFFF         |
|      | amarelo | #F1BF00         |